# Twedter Strandweg 9

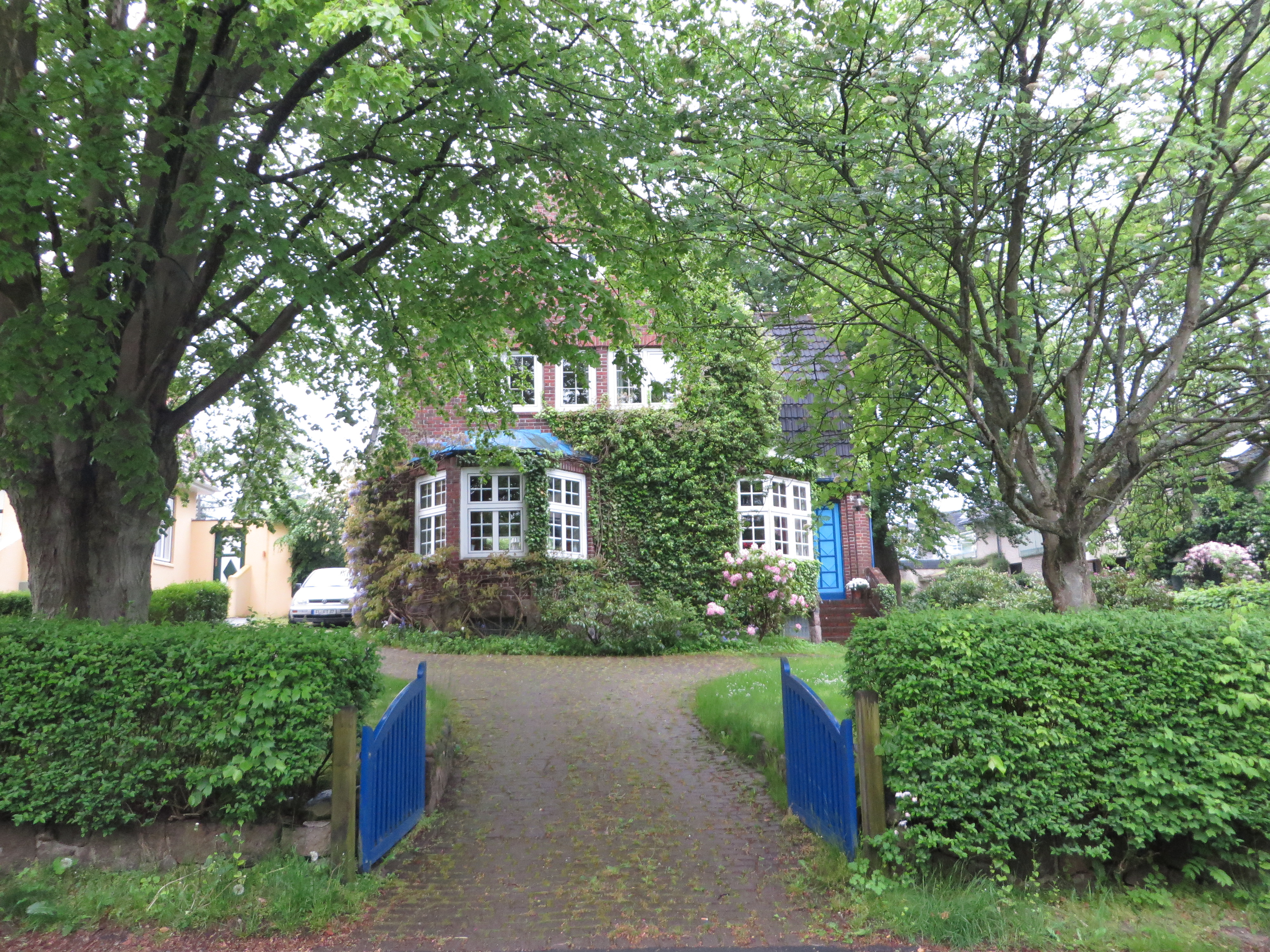
Twedter Strandweg Nummer 9 (Foto 2015)

Das Haus Twedter Strandweg 9 ist ein Einfamilienhaus in Flensburg-Mürwik aus dem Jahr 1912. Es liegt am Rande von Twedter Holz, am Weg zum Strand von Fahrensodde. Mit dem Nachbarhaus Twedter Strandweg 7 befindet es sich zudem oberhalb, westlich der Cäcilienschlucht. Es gehört zu den Kulturdenkmalen Flensburg-Mürwiks.

## Hintergrund
Das Haus wurde kurz nach der Eingemeindung von Twedter Holz nach Plänen des Architekten Anton Meyer errichtet. Es erhielt zunächst die Adresse Twedterholz 51 d.  Erst 1935 erhielt die Straße Twedter Strandweg ihren heutigen Namen.
Das eingeschossige, teilunterkellerte Backsteingebäude ruht auf einem Feldsteinsockel. An der Fassade, auf Seiten des Twedter Strandweges, wurden mit dem Bau des Hauses zwei Erker eingefügt. Auf der nördlichen Seite des Gebäudes befindet sich der Treppenhausanbau mit dem Eingang, zu dem eine kleine Freitreppe hinaufführt. Im Inneren ist die alte Grundrissaufteilung erhalten geblieben. Von der großen Diele führt eine Treppe ins Dachgeschoss. Das Satteldach zeigt im unteren Bereich die Form eines Bohlendaches. Das Haus besitzt des Weiteren ein Schornstein sowie einen rückwärtigen Wirtschaftstrakt mit Dachterrasse.